# Kampfgeschwader 1
La Kampfgeschwader 1 Hindenburg (KG 1) (1re escadre de bombardement) est une unité de bombardiers de la Luftwaffe pendant la Seconde Guerre mondiale. 

## Opérations
Le KG 1 opèrent sur des Heinkel He 111H, des Junkers Ju 88A et C et vers la fin de la guerre des Heinkel He 177A. Un Stabsstaffel a existé d'août 1939 à août 1940.

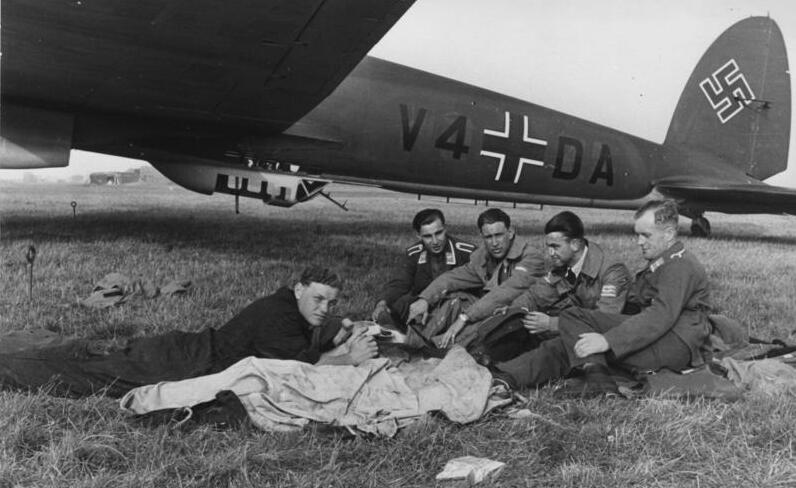
Heinkel He 111 appartenant au KG 1

Il a été engagé dans les engagements suivants :
- Opération Paula
- Bataille de Dunkerque
- Bataille d'Angleterre
- Blitz
- Raid sur Dieppe
- Siège de Leningrad
- Poche de Demyansk
- Bataille du Caucase
- Bataille de Stalingrad
- Bataille de Koursk
- Opération Bagration

## Organisation

### Stab. Gruppe
Formé le 1er mai 1939 à Kolberg  à partir du Stab/Kampfgeschwader 152. 
Geschwaderkommodore (commandant de l'escadre) :
| Début            | Fin              | Grade          | Nom                 |
| ---------------- | ---------------- | -------------- | ------------------- |
| 1er mai 1939     | 17 décembre 1939 | Oberstleutnant | Ulrich Kessler (en) |
| 17 décembre 1939 | 12 juillet 1940  | Oberstleutnant | Ernst Exss          |
| 12 juillet 1940  | 18 juillet 1940  | Oberst         | Josef Kammhuber     |
| 18 juillet 1940  | 1er mars 1942    | Generalmajor   | Karl Angerstein     |
| Mars 1942        | Juin 1942        | Major          | Herbert Loch        |
| Juin 1942        | 14 août 1942     | Oberstleutnant | Peter Schemmell     |
| 15 août 1942     | 2 septembre 1942 | Major          | Hans Keppler        |
| Septembre 1942   | 15 mars 1943     | Major          | Heinrich Lau        |
| 17 mars 1943     | Août 1944        | Oberstleutnant | Horst von Riesen    |

### I. Gruppe
Formé le 1er mai 1939 à Kolberg  à partir du IV./Kampfgeschwader 152 avec :
- Stab I./KG 1 from Stab IV./KG 152
- 1./KG 1 à partir du 10./KG 152
- 2./KG 1 à partir du 11./KG 152
- 3./KG 1 à partir du 12./KG 152

Le 24 mars 1941, le 1./KG 1 est renommé III./Kampfgeschwader 40 avec :
- Stab I./KG 1 devient Stab III./KG 40
- 1./KG 1 devient 7./KG 40
- 2./KG 1 devient 8./KG 40
- 3./KG 1 devient 9./KG 40

Reformé le 8 juin 1942 à Rennes à partir du III./Kampfgeschwader 26 avec :
- Stab I./KG 1 à partir du Stab III./KG 26
- 1./KG 1 à partir du 8./KG 26
- 2./KG 1 à partir du 9./KG 26
- 3./KG 1 nouvellement créé

Le I./KG 1 est dissous en juillet 1944.
Gruppenkommandeure (Commandant de groupe) :
| Début             | Fin               | Grade          | Nom                      |
| ----------------- | ----------------- | -------------- | ------------------------ |
| 1er mai 1939      | 1er novembre 1939 | Oberstleutnant | Dipl.Ing. Robert Krauss  |
| 4 novembre 1939   | 5 septembre 1940  | Major          | Dipl.Ing. Ludwig Maier   |
| 13 septembre 1940 | 20 décembre 1940  | Oberstleutnant | Hermann Crone            |
| 20 décembre 1940  | 24 mars 1941      | Major          | Walther Herbold          |
| 8 juin 1942       | 8 juillet 1942    | Oberstleutnant | Hellmut Schalke          |
| Juillet 1942      | 26 juin 1943      | Oberstleutnant | Werner Dahlke            |
| 26 juin 1943      | 17 février 1944   | Major          | Günther Hoffmann-Loerzer |
| 17 février 1944   | Juillet 1944      | Major          | Manfred von Cossart      |

### II. Gruppe
Formé le 18 septembre 1939 à Pinnow-Plathe à partir du I./Lehrgeschwader 3 avec : 
- Stab II./KG 1 à partir du Stab I./LG 3
- 4./KG 1 à partir du 1./LG 3
- 5./KG 1 à partir du 2./LG 3
- 6./KG 1 à partir du 3./LG 3

Le 25 août 1944, le II./KG 1 est renommé I./Jagdgeschwader 7 comme suit :
- Stab II./KG 1 devient Stab I./JG 7
- 4./KG 1 est dissous
- 5./KG 1 devient 1./JG 7
- 6./KG 1 devient 2./JG 7

Gruppenkommandeure :
| Début             | Fin               | Grade     | Nom                         |
| ----------------- | ----------------- | --------- | --------------------------- |
| 18 septembre 1939 | 1941              | Major     | Benno Koch                  |
| 1941              | 27 juin 1941      | Hauptmann | Otto Stams                  |
| Juin 1941         | 3 novembre 1941   | Hauptmann | Emil Enderle                |
| Novembre 1941     | ?                 | Hauptmann | Karl-Heinz Lüdicke          |
| ?                 | 8 décembre 1942   | Hauptmann | Heinz Laube                 |
| Décembre 1942     | Janvier 1943      | Major     | Herbert Lorch (par intérim) |
| Janvier 1943      | 17 mars 1943      | Major     | Horst von Riesen            |
| 1er avril 1943    | 1er juillet 1943  | Hauptmann | Günther Dörffel             |
| 1er juillet 1943  | 24 septembre 1943 | Hauptmann | Klaus Mohr                  |
| Septembre 1943    | 25 août 1944      | Hauptmann | Martin Rohrdantz            |

### III. Gruppe
Formé le 15 décembre 1939 à Burg-Magdebourg avec :
- Stab III./KG 1 nouvellement créé
- 7./KG 1 nouvellement créé
- 8./KG 1 nouvellement créé
- 9./KG 1 nouvellement créé

En août 1943, la majorité du Groupe est transportée à Flensburg, tandis que le 9./KG 1 reste en Russie.

Le 9./KG 1 est renommé 14.(Eis)/KG 3 le 1er février 1944.
Le III./1 est dissous le 24 mars 1944 et est reformé en juin 1944 à Wittmundhafen à partir du I./KG 100 avec :
- Stab III./KG 1 à partir du Stab I./KG 100
- 7./KG 1 à partir du 1./KG 100
- 8./KG 1 à partir du 2./KG 100
- 9./KG 1 à partir du 3./KG 100

Le 25 août 1944, le III./KG 1 est renommé II./JG 7
- Stab III./KG 1 devient Stab II./JG 7
- 7./KG 1 devient 3./JG 7
- 8./KG 1 devient 4./JG 7
- 9./KG 1 devient 5./JG 7

Gruppenkommandeure :
| Début             | Fin           | Grade     | Nom               |
| ----------------- | ------------- | --------- | ----------------- |
| 15 décembre 1939  | 22 juin 1940  | Major     | Otto Schnelle     |
| 22 juin 1940      | 27 août 1940  | Major     | Willibald Fanelsa |
| 10 septembre 1940 | 11 avril 1941 | Hauptmann | Heinz Fischer     |
| Avril 1941        | ?             | Major     | Lehwess-Litzmann  |
| ?                 | 15 août 1942  | Hauptmann | Hans Keppler      |
| Août 1942         | 24 mars 1944  | Hauptmann | Werner Kanther    |
| Mai 1944          | Août 1944     | Hauptmann | Kurt Maier (en)   |

### IV. Gruppe
Formé le 16 août 1940 à Münster-Handorf comme Erg.Staffel/KG 1.

Le 10 avril 1941, augmentation des effectifs avec :
- Stab IV./KG 1 nouvellement créé
- 10./KG 1 à partir du Stabsstaffel/KG 1
- 11./KG 1 à partir du Erg.Staffel/KG 1
- 12./KG 1 à partir du ?./Erg.KGr.5

Le 13./KG 1 est formé le 6 décembre 1942 à Schaulen.
Le IV./KG 1 est dissous en août 1944, avec le 10./KG 1 qui est absorbé par le 1./Erg.KGr.177.

Gruppenkommandeure :
| Début            | Fin              | Grade     | Nom                      |
| ---------------- | ---------------- | --------- | ------------------------ |
| 16 août 1940     | 5 mai 1941       | Hauptmann | Herbert Lorch            |
| 6 mai 1941       | 20 juillet 1942  | Major     | Werner Dahlke            |
| 1er août 1942    | 23 novembre 1942 | Hauptmann | Günther Hoffmann-Loerzer |
| 24 novembre 1942 | 4 février 1944   | Major     | Manfred von Cossart      |
| 5 février 1944   | 31 août 1944     | Major     | Siegfried von Cramm      |